# Segona divisió espanyola de futbol 1962-1963
La temporada 1962-63 fou l'edició número 32 de la segona divisió espanyola de futbol.

## Grup Nord

### Clubs participants
| Club               | Ciutat        | Estadi               |
| ------------------ | ------------- | -------------------- |
| Deportivo Alavés   | Vitòria       | Mendizorrotza        |
| CE Atlètic Balears | Palma         | Balear               |
| CD Baskonia        | Basauri       | Pedro López Cortázar |
| Burgos CF          | Burgos        | Zatorre              |
| RC Celta de Vigo   | Vigo          | Balaídos             |
| CE Constància      | Inca          | Municipal d'Es Cos   |
| RCD Espanyol       | Barcelona     | Sarrià               |
| Real Gijón CF      | Gijón         | El Molinón           |
| SD Indautxu        | Bilbao        | Garellano            |
| UP Langreo         | Langreo       | Ganzábal             |
| CD Ourense         | Ourense       | José Antonio         |
| Pontevedra CF      | Pontevedra    | Pasarón              |
| Reial Societat     | Sant Sebastià | Atotxa               |
| CD Sabadell FC     | Sabadell      | Creu Alta            |
| UD Salamanca       | Salamanca     | El Calvario          |
| Real Santander SD  | Santander     | El Sardinero         |

### Classificació
| Pos | Equip               | PJ | PG | PE | PP | GF | GC | DG  | Pts | Promoció, classificació o descens |
| --- | ------------------- | -- | -- | -- | -- | -- | -- | --- | --- | --------------------------------- |
| 1   | Pontevedra CF (P)   | 30 | 16 | 9  | 5  | 44 | 31 | +13 | 41  | Ascens                            |
| 2   | RCD Espanyol (O, P) | 30 | 17 | 5  | 8  | 40 | 24 | +16 | 39  | Promoció d'ascens                 |
| 3   | Real Santander      | 30 | 15 | 7  | 8  | 53 | 39 | +14 | 37  |                                   |
| 4   | Reial Societat      | 30 | 14 | 7  | 9  | 77 | 44 | +33 | 35  |                                   |
| 5   | Real Gijón          | 30 | 16 | 2  | 12 | 50 | 46 | +4  | 34  |                                   |
| 6   | Celta Vigo          | 30 | 13 | 6  | 11 | 47 | 31 | +16 | 32  |                                   |
| 7   | CD Ourense          | 30 | 14 | 3  | 13 | 43 | 37 | +6  | 31  |                                   |
| 8   | Alavés              | 30 | 12 | 6  | 12 | 43 | 46 | −3  | 30  |                                   |
| 9   | Indauchu            | 30 | 11 | 8  | 11 | 46 | 42 | +4  | 30  |                                   |
| 10  | Burgos              | 30 | 12 | 5  | 13 | 39 | 47 | −8  | 29  |                                   |
| 11  | UD Salamanca        | 30 | 10 | 7  | 13 | 40 | 46 | −6  | 27  |                                   |
| 12  | Constància          | 30 | 11 | 4  | 15 | 42 | 51 | −9  | 26  |                                   |
| 13  | Langreo (O)         | 30 | 8  | 9  | 13 | 33 | 42 | −9  | 25  | Promoció de descens               |
| 14  | Atlètic Balears (R) | 30 | 9  | 5  | 16 | 37 | 51 | −14 | 23  | Promoció de descens               |
| 15  | CD Basconia (R)     | 30 | 9  | 3  | 18 | 31 | 65 | −34 | 21  | Descens                           |
| 16  | CE Sabadell (R)     | 30 | 8  | 4  | 18 | 43 | 66 | −23 | 20  | Descens                           |

### Resultats
| Casa \ Fora        | ALA | BAL | BAS | BUR | CEL | CON | ESP | GIJ | IND | LAN | ORE | PON | RSO | SAB  | SAL | SAT |
| ------------------ | --- | --- | --- | --- | --- | --- | --- | --- | --- | --- | --- | --- | --- | ---- | --- | --- |
| Alavés             | —   | 1–0 | 2–0 | 3–1 | 1–1 | 6–0 | 1–0 | 3–0 | 2–1 | 1–0 | 2–0 | 1–1 | 1–4 | 2–4  | 0–0 | 0–2 |
| CE Atlètic Balears | 2–1 | —   | 3–0 | 3–0 | 2–1 | 1–1 | 0–1 | 1–2 | 0–1 | 1–1 | 0–2 | 0–2 | 2–1 | 3–1  | 3–2 | 1–1 |
| CD Basconia        | 2–1 | 1–0 | —   | 1–0 | 1–3 | 3–1 | 0–2 | 1–0 | 1–2 | 2–1 | 2–1 | 5–0 | 2–2 | 1–1  | 2–1 | 0–1 |
| Burgos             | 3–0 | 4–0 | 5–0 | —   | 1–0 | 1–0 | 0–0 | 2–1 | 2–2 | 2–1 | 0–2 | 2–3 | 0–0 | 2–1  | 2–0 | 2–0 |
| Celta de Vigo      | 1–2 | 0–2 | 2–0 | 2–1 | —   | 5–0 | 3–0 | 2–1 | 0–0 | 0–0 | 1–0 | 2–0 | 6–1 | 4–1  | 0–1 | 1–3 |
| Constancia         | 4–1 | 2–0 | 2–0 | 2–3 | 1–2 | —   | 1–0 | 4–0 | 2–0 | 0–0 | 2–0 | 1–1 | 4–2 | 2–1  | 0–0 | 6–2 |
| Español            | 2–1 | 2–1 | 4–0 | 2–0 | 3–1 | 1–0 | —   | 5–0 | 0–0 | 2–1 | 3–0 | 1–2 | 0–0 | 1–0  | 3–0 | 1–0 |
| Gijón              | 3–0 | 3–1 | 4–0 | 1–0 | 3–2 | 2–0 | 3–1 | —   | 3–0 | 1–1 | 1–1 | 0–2 | 4–0 | 4–2  | 3–0 | 1–0 |
| Indauchu           | 3–3 | 4–1 | 1–0 | 0–0 | 0–2 | 4–1 | 0–1 | 1–2 | —   | 5–1 | 1–3 | 1–1 | 1–1 | 3–0  | 6–4 | 2–1 |
| Langreo            | 0–1 | 2–4 | 2–1 | 1–1 | 1–1 | 1–0 | 0–1 | 2–0 | 3–1 | —   | 2–2 | 0–0 | 1–0 | 1–0  | 3–3 | 3–0 |
| CD Ourense         | 1–0 | 2–0 | 6–0 | 0–1 | 2–1 | 1–0 | 1–2 | 4–2 | 1–0 | 2–0 | —   | 3–0 | 1–0 | 2–0  | 1–1 | 0–1 |
| Pontevedra CF      | 2–0 | 4–1 | 2–0 | 3–1 | 1–1 | 0–2 | 1–1 | 1–0 | 3–2 | 2–0 | 2–1 | —   | 0–0 | 1–0  | 4–1 | 3–2 |
| Reial Societat     | 5–2 | 3–2 | 7–2 | 7–0 | 2–0 | 6–1 | 3–0 | 3–1 | 1–2 | 2–1 | 6–1 | 1–1 | —   | 11–1 | 2–0 | 2–2 |
| CE Sabadell        | 2–3 | 3–0 | 2–2 | 5–0 | 0–3 | 4–3 | 2–0 | 1–3 | 1–2 | 1–3 | 2–1 | 0–0 | 2–0 | —    | 2–0 | 4–4 |
| UD Salamanca       | 1–1 | 1–1 | 2–1 | 2–1 | 0–0 | 3–0 | 2–0 | 0–2 | 2–1 | 3–1 | 3–2 | 0–1 | 1–2 | 4–0  | —   | 2–0 |
| Santander          | 1–1 | 2–2 | 5–1 | 5–2 | 1–0 | 1–0 | 1–1 | 6–0 | 0–0 | 2–0 | 2–0 | 2–1 | 3–2 | 1–0  | 2–1 | —   |

| Jugador           | Gols | Equip          |
| ----------------- | ---- | -------------- |
| José Miguel Olano | 31   | Reial Societat |
| Pedro Olalde      | 18   | Burgos         |
| Abel Fernández    | 17   | Real Santander |
| Rafael Ceresuela  | 12   | Pontevedra CF  |
| Joaquim Moya      | 12   | CE Sabadell    |

| Jugador              | Gols | Partits | Mitjana | Equip          |
| -------------------- | ---- | ------- | ------- | -------------- |
| Benet Joanet         | 19   | 22      | 0.86    | Español        |
| José Antonio Cantero | 29   | 29      | 1       | Celta Vigo     |
| Javier Gato          | 31   | 30      | 1.03    | Pontevedra CF  |
| Martín Gastesi       | 24   | 20      | 1.2     | Reial Societat |
| José Ramón Ibarreche | 27   | 22      | 1.23    | CD Ourense     |

## Grup Sud

### Clubs participants
| Club                 | Ciutat                 | Estadi                    |
| -------------------- | ---------------------- | ------------------------- |
| Cadis CF             | Cadis                  | Ramón de Carranza         |
| CD Cartagena         | Cartagena              | El Almarjal               |
| Eldenc               | Elda                   | El Parque                 |
| Granada CF           | Granada                | Los Cármenes              |
| Hèrcules CF          | Alacant                | La Viña                   |
| Real Jaén CF         | Jaén                   | La Victoria               |
| UD Las Palmas        | Las Palmas             | Insular                   |
| Llevant UE           | València               | Vallejo                   |
| Melilla CF           | Melilla                | Álvarez Claro             |
| CD Mestalla          | València               | Mestalla                  |
| Reial Múrcia         | Múrcia                 | La Condomina              |
| AD Plus Ultra        | Madrid                 | Campo de Ciudad Lineal    |
| Recreativo de Huelva | Huelva                 | Municipal                 |
| CD San Fernando      | San Fernando           | Marqués de Varela         |
| Sevilla Atlético FC  | Sevilla                | Ramón Sánchez Pizjuán     |
| CD Tenerife          | Santa Cruz de Tenerife | Heliodoro Rodríguez López |

### Classificació
| Pos | Equip                | PJ | PG | PE | PP | GF | GC | DG  | Pts | Promoció, classificació o descens |
| --- | -------------------- | -- | -- | -- | -- | -- | -- | --- | --- | --------------------------------- |
| 1   | Reial Múrcia (P)     | 30 | 18 | 6  | 6  | 40 | 20 | +20 | 42  | Ascens                            |
| 2   | Llevant UE (O, P)    | 30 | 18 | 5  | 7  | 61 | 34 | +27 | 41  | Promoció d'ascens                 |
| 3   | UD Las Palmas        | 30 | 16 | 6  | 8  | 45 | 32 | +13 | 38  |                                   |
| 4   | Cadis CF             | 30 | 17 | 3  | 10 | 49 | 46 | +3  | 37  |                                   |
| 5   | Recreativo           | 30 | 9  | 14 | 7  | 40 | 26 | +14 | 32  |                                   |
| 6   | Granada CF           | 30 | 12 | 6  | 12 | 38 | 29 | +9  | 30  |                                   |
| 7   | Eldenc               | 30 | 13 | 3  | 14 | 51 | 58 | −7  | 29  |                                   |
| 8   | Hèrcules CF          | 30 | 12 | 5  | 13 | 51 | 42 | +9  | 29  |                                   |
| 9   | Mestalla             | 30 | 11 | 7  | 12 | 50 | 55 | −5  | 29  |                                   |
| 10  | CD Tenerife          | 30 | 11 | 7  | 12 | 42 | 34 | +8  | 29  |                                   |
| 11  | Melilla              | 30 | 9  | 9  | 12 | 36 | 42 | −6  | 27  |                                   |
| 12  | San Fernando         | 30 | 11 | 5  | 14 | 33 | 58 | −25 | 27  |                                   |
| 13  | Cartagena (R)        | 30 | 9  | 8  | 13 | 40 | 53 | −13 | 26  | Promoció de descens               |
| 14  | Real Jaén (R)        | 30 | 9  | 7  | 14 | 35 | 41 | −6  | 25  | Promoció de descens               |
| 15  | Sevilla Atlético (R) | 30 | 8  | 6  | 16 | 34 | 54 | −20 | 22  | Descens                           |
| 16  | Plus Ultra (R)       | 30 | 6  | 5  | 19 | 29 | 50 | −21 | 17  | Descens                           |

### Resultats
| Casa \ Fora      | CÁD | CAR | ELD | GRA | HÉR | JAÉ | LPA | LEV | MEL | MES | MUR | PLU | REC | SFE | SAT | TEN |
| ---------------- | --- | --- | --- | --- | --- | --- | --- | --- | --- | --- | --- | --- | --- | --- | --- | --- |
| Cadis CF         | —   | 2–1 | 6–0 | 3–1 | 3–1 | 2–1 | 2–0 | 2–1 | 1–0 | 3–1 | 3–1 | 2–1 | 3–1 | 2–0 | 2–1 | 1–0 |
| Cartagena        | 3–1 | —   | 0–0 | 1–1 | 1–0 | 3–1 | 2–2 | 0–1 | 2–2 | 1–1 | 1–0 | 3–1 | 1–1 | 4–2 | 3–1 | 1–0 |
| Eldenc           | 5–0 | 3–1 | —   | 2–0 | 1–1 | 4–0 | 2–0 | 1–1 | 2–0 | 4–1 | 1–0 | 4–0 | 2–1 | 6–2 | 1–2 | 2–1 |
| Granada CF       | 0–0 | 2–0 | 2–0 | —   | 1–0 | 0–0 | 0–0 | 5–0 | 1–0 | 6–0 | 0–1 | 2–0 | 4–0 | 2–0 | 2–0 | 0–0 |
| Hèrcules CF      | 2–0 | 6–1 | 2–3 | 3–1 | —   | 1–0 | 0–1 | 2–3 | 2–0 | 3–0 | 2–1 | 2–0 | 1–0 | 3–1 | 5–3 | 5–0 |
| Real Jaén        | 2–0 | 3–2 | 3–0 | 3–0 | 3–0 | —   | 1–1 | 0–0 | 2–0 | 1–2 | 1–3 | 3–0 | 1–1 | 3–0 | 3–1 | 0–0 |
| UD Las Palmas    | 2–1 | 3–1 | 6–0 | 3–0 | 3–1 | 1–0 | —   | 1–0 | 3–2 | 3–1 | 1–0 | 1–0 | 0–0 | 2–0 | 3–2 | 0–1 |
| Llevant UE       | 7–2 | 2–1 | 4–1 | 1–0 | 2–1 | 6–1 | 3–0 | —   | 2–0 | 4–2 | 1–2 | 3–0 | 2–1 | 3–1 | 2–0 | 3–1 |
| Melilla          | 0–2 | 2–2 | 3–2 | 1–0 | 1–0 | 2–1 | 1–2 | 2–2 | —   | 1–1 | 2–1 | 1–0 | 0–0 | 1–0 | 2–0 | 2–2 |
| Mestalla         | 3–0 | 3–0 | 2–0 | 0–2 | 4–4 | 4–0 | 1–1 | 2–1 | 3–2 | —   | 0–0 | 2–1 | 3–1 | 0–1 | 8–2 | 2–1 |
| Reial Múrcia     | 0–0 | 2–0 | 3–1 | 2–1 | 1–0 | 2–1 | 2–1 | 1–1 | 2–1 | 3–1 | —   | 1–0 | 1–0 | 4–1 | 2–0 | 3–0 |
| Plus Ultra       | 3–0 | 1–2 | 4–1 | 2–1 | 1–1 | 3–0 | 1–1 | 0–2 | 3–5 | 4–1 | 0–0 | —   | 0–0 | 0–1 | 0–0 | 2–0 |
| Recreativo       | 2–1 | 0–0 | 4–0 | 4–0 | 1–1 | 0–0 | 4–1 | 0–0 | 0–0 | 3–0 | 0–0 | 2–0 | —   | 8–1 | 1–1 | 2–1 |
| San Fernando     | 1–1 | 4–1 | 3–2 | 2–2 | 2–2 | 1–0 | 1–0 | 2–1 | 2–1 | 1–0 | 0–1 | 2–1 | 1–1 | —   | 1–0 | 0–0 |
| Sevilla Atlético | 2–3 | 3–2 | 2–1 | 0–2 | 1–0 | 1–1 | 3–2 | 2–0 | 1–1 | 1–1 | 0–0 | 2–0 | 0–1 | 2–0 | —   | 1–2 |
| CD Tenerife      | 4–1 | 3–0 | 4–0 | 1–0 | 3–0 | 1–0 | 0–1 | 1–3 | 1–1 | 1–1 | 0–1 | 5–1 | 1–1 | 5–0 | 3–0 | —   |

| Jugador          | Gols | Equip       |
| ---------------- | ---- | ----------- |
| Vicente Navarro  | 18   | Mestalla    |
| Ángel Lizani     | 16   | Eldenc      |
| Ricardo García   | 16   | Hèrcules CF |
| Darwin           | 14   | Eldenc      |
| José Juan Alonso | 13   | Hèrcules CF |

| Jugador             | Gols | Partits | Mitjana | Equip         |
| ------------------- | ---- | ------- | ------- | ------------- |
| José Campillo       | 20   | 30      | 0.67    | Reial Múrcia  |
| Miguel Ángel Molina | 19   | 23      | 0.83    | Recreativo    |
| José Luis Ulacia    | 24   | 23      | 1.04    | UD Las Palmas |
| Rodri               | 32   | 30      | 1.07    | Llevant UE    |
| José Sánchez Rojas  | 24   | 22      | 1.09    | Real Jaén     |

## Promoció d'ascens
Anada
| 12 maig 1963 | RCD Espanyol           | 2–1     | RCD Mallorca | Barcelona                |  |
|              | Castaños 47' · Boy 75' | Informe | Pepillo 36'  | Sarrià · Birigay Nieva · |  |

| 26 maig 1963 | Deportivo de La Coruña | 1–2     | Llevant UE                    | A Coruña                    |  |
|              | Montalvo 48' (pen.)    | Informe | Domínguez 47' · Wanderley 83' | Riazor · Zariquiegui Izco · |  |

Tornada
| 19 maig 1963 | RCD Mallorca                      | 2–1 (Total: 3–3) | RCD Espanyol         | Palma                              |  |
|              | Bergara 27' · Sampedro 55' (pen.) | Informe          | Domínguez 45' (pen.) | Lluís Sitjar · Ortiz de Mendibil · |  |

| 2 juny 1963 | Llevant UE                    | 2–1 (Total: 4–2) | Deportivo de La Coruña | València                    |  |
|             | Serafín 43' (pen.) · Vall 82' | Informe          | Montalvo 70'           | Vallejo · Gómez Contreras · |  |

Desempat
| 23 maig 1963 | RCD Espanyol | 1–0     | RCD Mallorca | Madrid                                  |  |
|              | Idígoras 77' | Informe |              | Santiago Bernabéu · Caballero Camacho · |  |

## Promoció de descens
Anada
| 9 juny 1963 | L'Hospitalet                       | 3–0     | Real Jaén | L'Hospitalet de Llobregat |  |
|             | Mauri 50' · Parés 62' · Julián 72' | Informe |           | Municipal · Clausí ·      |  |

| 9 juny 1963 | Algeciras                                    | 3–1     | Atlètic Balears | Algesires                      |  |
|             | Martín Esperanza 13' · Tapia 35' · Beato 90' | Informe | Mirlo 62'       | El Mirador · Bañón Gonzálbez · |  |

| 9 juny 1963 | Arenas | 0–0     | Langreo | Getxo                            |  |
|             |        | Informe |         | Gobela · Barrenechea de Miguel · |  |

| 9 juny 1963 | CF Badalona              | 3–1     | Cartagena     | Badalona                            |  |
|             | Viñas 3', 86' · Ruiz 60' | Informe | Manceñido 52' | Avinguda de Navarra · Varas Gómez · |  |

Tornada
| 16 juny 1963 | Real Jaén                     | 2–0 (Total: 2–3) | L'Hospitalet | Jaén                            |  |
|              | Gea 11' · Rebellón 40' (pen.) | Informe          |              | La Victoria · Canera Coscolín · |  |

| 16 juny 1963 | CE Atlètic Balears        | 2–0 (Total: 3–3) | Algeciras | Palma                    |  |
|              | Matito 15' · Palacios 74' | Informe          |           | Balear · Oliva Fortuny · |  |

| 16 juny 1963 | Langreo                    | 2–0 (Total: 2–0) | Arenas | Llangréu                 |  |
|              | Marañón 23' · Manolito 88' | Informe          |        | Ganzábal · Feal Seijas · |  |

| 16 juny 1963 | Cartagena   | 1–1 (Total: 2–4) | CF Badalona  | Cartagena                   |  |
|              | Navarro 42' | Informe          | Andresín 53' | El Almarjal · Tomás López · |  |

Desempat
| 19 juny 1963 | Algeciras                        | 2–1     | CE Atlètic Balears | València                    |  |
|              | Pastor 3' (o.g.) · Periquito 82' | Informe | Csóka 62' (pen.)   | Vallejo · Torres Bernabéu · |  |

## Resultats finals
- Campions: Pontevedra CF i Reial Múrcia.
- Ascensos a Primera divisió: Pontevedra CF, Reial Múrcia, RCD Espanyol i Llevant UE.
- Descensos a Segona divisió: Màlaga CF, CA Osasuna, Deportivo La Coruña i RCD Mallorca.
- Ascensos a Segona divisió: CD Abarán, Algeciras CF, Club Atlético de Ceuta, CF Badalona, CE Europa, CE L'Hospitalet i Ontinyent CF.
- Descensos a Tercera divisió: CE Atlètic Balears, CD Basconia, CE Sabadell CF, CD Cartagena, Real Jaén CF, Sevilla Atlético i AD Plus Ultra.